# Gurvanbulag, Bayankhongor
Gurvanbulag (tiếng Mông Cổ: Гурванбулаг) là một sum của tỉnh Bayankhongor ở miền nam Mông Cổ. Vào năm 2006, dân số của sum là 2.594 người.

## Địa lý
Sum có diện tích khoảng 4.442 km2. Trung tâm sum, Khuviyn am, nằm cách tỉnh lỵ Bayankhongor 244 km và thủ đô Ulaanbaatar 850 km.

### Khí hậu
Gurvanbulag có khí hậu cận Bắc Cực. Nhiệt độ trung bình hàng năm ở khu vực này là -2 °C. Tháng ấm nhất là tháng 7, khi nhiệt độ trung bình là 17 °C và lạnh nhất là tháng 12, với -24 °C. Lượng mưa trung bình hàng năm là 210 mm. Tháng ẩm ướt nhất là tháng 8, với lượng mưa trung bình là 55 mm, và khô nhất là tháng 1, với 1 mm.

## Kinh tế
Sum có một trường học, bệnh viện, trung tâm thương mại, nhà văn hóa và khu cắm trại.